# 風俗第五号営業
風俗第五号営業（ふうぞくだいごごうえいぎょう）とは、風俗営業適正化法が、その第二条第一項の第五号にて定義する風俗営業のことで、遊技業の一つである。

## 概要
風俗第五号営業では、スロットマシンやテレビゲームなど、国家公安委員会が、射幸心をそそるおそれのある遊技に用いることができると判断した遊技設備を用いた営業が行われる。どのような遊技設備がこれに該当するかは、風俗営業適正化法の下位法令である風俗営業適正化等に関する法律施行規則の第三条にて定められている。
2016年6月23日の改正風適法施行以前は、この営業は第二条第一項第八号にて規定されていたため、「八号営業」などと呼ばれていた。

## 営業上の禁止事項
風俗第五号営業は、遊技の結果によって賞品を提供することが禁じられている。この点が、風俗営業のもう一つの遊技業である風俗第四号営業との相違点である。ただし、風俗営業の監督官庁である警察庁は、「クレーンで釣り上げる等した物品で、小売価格が概ね1000円以下の物を提供する場合については、法第二十三条第二項の規定で禁止している行為には当たらないものとして取り扱うこととする」という有権解釈を行っており、これによってクレーンゲーム等の稼働は許容されている。

## 営業時間の制限
風俗営業適正化法は、全ての風俗営業について、深夜の12時、または特段の事情がある場合でも深夜1時以降の営業を許容していない。これに加え、風俗第五号営業は十八歳未満の年少者が客として立ち入りできる例外的な風俗営業であるため、年少者は午後10時以降に立ち入りさせてはならないと定めている。その上で、都道府県の青少年保護育成条例などで、十八歳以下の者について午後十時より前の時を定めた場合は、それを適用するとしている。

## 具体的な業態
- ゲームセンター
- カジノバー

## 例外
旅館あるいはホテル、または大規模小売店舗、または遊園地に付随する、外部から中の様子の見通しを妨げないゲームコーナーは、当該施設の顧客以外の者の利用に主として供されるものを除いて、風俗第五号営業とはみなされず、従って風俗営業に要求される公安委員会への営業許可の申請は必要としない。